# Écomusée du pays de la Roudoule
L'écomusée du pays de la Roudoule est un écomusée associatif fondé en 1986 dans la commune de Puget-Rostang dans les Alpes-Maritimes (Provence-Alpes-Côte d'Azur).
Le pays de la Roudoule intègre les communes d'Auvare, La Croix-sur-Roudoule, Puget-Rostang, Puget-Théniers, Rigaud, Saint-Léger et Entrevaux.

## Historique
- 1963 : Ange Maurin, futur créateur du musée, commence à collecter des objets afin d’éviter la  disparition de traditions et de savoir-faire. Son retour, tout comme celui de ses frères, dans le village de Puget-Rostang est motivé par l’envie de redonner vie à un village mourant.
- 1966 : Création de l’association des amis de la Roudoule avec pour objectifs : la diffusion d’un bulletin, la création de liens entre les élus et les habitants, le développement local
- 1986 : une nouvelle association se forme et donne naissance à l’écomusée du pays de la Roudoule.
- 1989 : L’écomusée devient membre de la Fédération des écomusées et des Musées de Société. Intégré dans un réseau national, l’écomusée participe à des colloques, diffuse son savoir et se fait ainsi connaître sur tout le territoire.
- 1994 : L’écomusée est agréé par la direction des Musées de France. L’agrément est une caution scientifique et technique pour l’écomusée, moins de dix ans après sa création.
- 2002 : L’écomusée est « musée de France »[1],[2].
- 2009 : L’écomusée se nomme ROUDOULE, écomusée en terre gavotte.

## Objectifs
L’association a pour but d’assurer d’une manière permanente, sur le territoire du bassin de la Roudoule et de la Moyenne Vallée du Var et avec la participation de la population locale,
- les fonctions de recherche, de conservation, de présentation et de formation,
- la mise en valeur d’un ensemble de biens naturels et culturels, représentatifs de ce milieu et des modes de vie qui s’y succèdent

Elle s’inscrit dans une action de revitalisation et de développement économique local.

## Missions
- La collecte et l’organisation des collections, l’inventaire du patrimoine matériel et immatériel de son territoire.
- Médiateur socioculturel, l’écomusée conçoit, diffuse et organise des expositions, manifestations et des programmes à vocation pédagogiques.
- En collaboration avec différentes institutions scientifiques et culturelles européennes, nationales et régionales, l’écomusée contribue à la sauvegarde et la mise en valeur du patrimoine local grâce à ses études pluridisciplinaires et ses publications.
- Le rayonnement de l’écomusée a permis de créer un réseau de personnes-ressources qui collabore à sa pérennisation.
- L’écomusée est un acteur majeur du développement social, économique et culturel du pays vallée d’Azur Mercantour.

## Expositions et animations
L’écomusée mène une politique active de présentation des collections par le biais d’expositions à la maison de l’écomusée et dans ses antennes.
- La maison de l’écomusée à Puget-Rostang propose des expositions temporaires sur des thèmes le plus souvent articulés aux notions de communication et de déplacement sud-alpin : Artistes en chemin (2009), Histoires de frontière (2010), Nice-Digne, 100 ans du train des Pignes (2011), Circulez, y'a tout à voir !
- La maison de L’Escolo à Saint-Léger présente une reconstitution d’une salle de classe et aborde dans ces expositions les thèmes du pastoralisme et de la forêt.
- Le moulin "à sang" de Rigaud est un des rares moulins à huile à avoir été entraîné par une traction animale qui justifie cette appellation.
- Le musée de la mine de cuivre à La Croix-sur-Roudoule (hameau de Léouvé) relate l’histoire des mines de cuivre entre 1860 et 1886 et présente une collection de minéraux de cuivre du monde entier.

Roudoule conçoit également des expositions itinérantes : 
- - En tram dans les vallées (2012),
  - Au cœur des Alpes, Utrecht 1713-2013 (2013),
  - Des plantes et des hommes dans le Mercantour (2013).
  - Travailler aux champs (2014).

Roudoule organise et anime parallèlement des actions de sensibilisation très diversifiées : 
- Depuis 1986, l'Ecomusée consacre une journée à la lavande fine (Lavandula angustifolia), lavande sauvage que l'on trouve au Plateau de Dina notamment. Le 10 août 2016, Roudoule, écomusée en terre gavotte organise cette journée dédiée à la lavande, à la ferme de Bertrik, route d’Auvare, 1,5 km de Puget-Rostang.
- La cueillette des tilleuls (genre Tilia) de Puget-Rostang (2016).